# 高瀬くるみ
高瀬 くるみ（たかせ くるみ、1999年3月16日 - ）は、日本の歌手、アイドル、女優、声優。女性アイドルグループBEYOOOOONDSのメンバー、雨ノ森 川海のリーダー。
栃木県宇都宮市出身。アップフロントプロモーション所属。ハロプロ研修生加入前は、栃木県のローカルアイドルグループとちおとめ25で活動していた。

## 略歴
2010年
- 12月、とちおとめ25に加入。

2014年
- 6月30日、とちおとめ25を卒業。

2015年
- 3月、ハロプロ研修生に加入。
- 10月 - 12月、『モーニング娘。'15 コンサートツアー秋〜PRISM〜』に、一岡伶奈・井上ひかる・船木結・小野田紗栞・堀江葵月とともにオープニングアクトとして帯同。

2016年
- 5月、「ハロプロ研修生 発表会 2016 〜春の公開実力診断テスト〜」にてモーニング娘。の「Moonlight night 〜月夜の晩だよ〜」を披露し、歌唱賞を受賞。

2017年
- 1月、『℃-ute新春コンサートツアー2017 〜℃OMPASS〜』に、一岡伶奈・前田こころ・川村文乃とともにオープニングアクト等として帯同。
- 5月5日、中野サンプラザで開催された「Hello! Project 研修生発表会2017 〜春の公開実力診断テスト〜」にて、清野桃々姫とともに、ハロー!プロジェクトとは別枠で、演技やパフォーマンスを中心とした活動に向けてデビューすることが発表された。

2019年
- 7月、アール・エフ・ラジオ日本『Hello! SATOYAMA&SATOUMI Club』のナビゲーターに就任。
- 8月7日、『眼鏡の男の子/ニッポンノD・N・A!/Go Waist』でBEYOOOOONDSとしてメジャーデビュー。

2020年
- 10月23日、栃木県宇都宮市の観光プロモーションPR大使に就任。2021年2月まで活動した。2023年にはとちぎ未来大使に任命された。

2021年
- 3月16日、1st写真集『くるみイロ』を発売。
- 3月27日、『プラオレ!〜PRIDE OF ORANGE〜』にて藤代もな役での出演が決まり、11月10日、同番組で声優デビュー。同日、高瀬の声優活動についてお知らせするTwitterアカウントを開設。

2023年
- 1月13日、Instagramを開設。

2025年
- 3月29日、三島市野菜アンバサダーに任命されたことを発表。

## 人物
- メンバーカラーはミントグリーン。
- 血液型A型。身長150 cm弱。
- 小学1年生から高校1年生まで、宇都宮市のミュージカル団体『こどもミュージカルどりーみんぐ』に在籍。小学6年生の時、同団体のアメリカ公演にも参加し、演技の経験を積んできた[16]。
- 特技は殺陣。趣味は料理。好物は苺。好きな色は 赤、黄色。[17]。幼少期に母親の料理で野菜嫌いを克服したのをきっかけに、高校生の時、母親と一緒に野菜ソムリエの資格を取得[16]。
- アイドルに興味を持ったきっかけはテレビアニメ『きらりん☆レボリューション』[16]。目標の先輩は嗣永桃子（元Berryz工房、元カントリー・ガールズ）[18]。
- YouTubeのBEYOOOOONDS映像ラジオ企画『ビヨンズ黙示録』のプロデュースをおこなっている[19]。

## 出演

### テレビドラマ
- 雷様剣士ダイジ（2014年 、とちぎテレビ） - とちおとめ姫 役
- オトナヘノベル（2015年9月3日、NHK Eテレ）[20]
- 世にも奇妙な物語
  - '18春の特別編（2018年5月12日、フジテレビ）
  - '18秋の特別編（2018年11月10日、フジテレビ）
- ほぼ日の怪談。「雨の中の友達」（2020年9月27日、ひかりTV・dTVチャンネル / テレビ神奈川）[21]

### テレビアニメ
- プラオレ!〜PRIDE OF ORANGE〜（2021年、とちぎテレビ・ABEMA 他） - 藤代もな 役[13][22]
- シャインポスト（2022年） - 唐林青葉 役[23]

### ゲーム
- シャインポスト Be Your アイドル!（2025年） - 唐林青葉 役[24]）

### ナレーション
- ハロプロダンス学園 課外活動（2020年3月 - 、ダンスチャンネル byエンタメ〜テレ）[25][注 2]

### ラジオ
- Hello! SATOYAMA&SATOUMI Club→Hello! SATOYAMA&SATOUMI Club〜Next〜（2019年7月20日 - 、ラジオ日本）※小野瑞歩と交代でナビゲーターを担当。

### Web番組
- 高瀬くるみのヒーロー文庫通信（2023年6月6日 - 、YouTube）[26]
- 限界オタクション（2024年12月18日、ABEMA SPECIALチャンネル） - ナレーション[27]

### 舞台
- 演劇女子部 ミュージカル「TRIANGLE-トライアングル-」（2015年6月18日 - 28日、サンシャイン劇場） - ピンプ / スワスワのカイト 役
- 演劇女子部「続・11人いる! 東の地平・西の永遠」（2016年6月11日・12日、京都劇場 / 6月16日 - 26日、サンシャイン劇場）
- 演劇女子部「ネガポジポジ」（2016年11月3日 - 20日、池袋シアターグリーン BIG TREE THEATER） - りさ 役（チームB）
- JKニンジャガールズ（2017年2月23日 - 3月4日、全労済ホール/スペース・ゼロ） - アンサンブル 役
- 演劇女子部「ファラオの墓」（2017年6月2日 - 11日、池袋サンシャイン劇場） - ウルジナ兵スピルネス他 役
- 空想ペルクライム / Les Nankayaru（2017年8月24日 - 27日、中目黒キンケロ・シアター） - 瀬名ささか 役
- 演劇女子部「夢見るテレビジョン」（2017年10月5日 - 15日、全労済ホール/スペース・ゼロ） - くつみ 役
- 演劇女子部「一枚のチケット〜ビートルズがやってくる!〜」（2017年11月27日 - 12月3日、紀伊國屋サザンシアター TAKASHIMAYA） - 河原崎ゆり 役
- 演劇女子部『タイムリピート〜永遠に君を想う〜』（2018年9月28日 - 10月8日、全労済ホール/スペース・ゼロ） - レオナ 役
- 全労済ホール/スペース・ゼロ提携公演 演劇女子部「不思議の国のアリスたち」（2019年4月18日 - 29日、全労済ホール/スペース・ゼロ） - ミント 役
- こくみん共済 coop ホール／スペース・ゼロ提携公演 演劇女子部「リボーン〜13人の魂は神様の夢を見る〜」（2019年11月14日 - 24日、こくみん共済 coop ホール／スペース・ゼロ） - 明智光秀 役
- こくみん共済 coop ホール(全労済ホール)／スペース・ゼロ提携公演 演劇女子部「アラビヨーンズナイト」（2020年10月9日 - 18日、こくみん共済 coop ホール／スペース・ゼロ） - ジラ 役
- こくみん共済 coop ホール(全労済ホール)／スペース・ゼロ提携公演 演劇女子部「眠れる森のビヨ」（2021年4月16日 - 25日、こくみん共済 coop ホール／スペース・ゼロ） - タマエ 役
- こくみん共済 coop ホール(全労済ホール)／スペース・ゼロ提携公演 演劇女子部「ビヨサイユ宮殿」（2022年11月11日 - 20日、こくみん共済 coop ホール／スペース・ゼロ） - デュバリ 役
- STAGE VANGUARD「悪嬢転生」リニューアル公演（2023年5月26日、COTTON CLUB） - ゲスト出演[28]
- 演劇女子部「ビヨスパイ～消えたアタッシュケース～」（2023年11月11日 - 19日、こくみん共済 coop ホール／スペース・ゼロ / 11月23日 - 26日、サンケイホールブリーゼ） - リサ 役

### コンサート
- M-line Special 2022 ～My Wish～（2022年6月18日、仙台GIGS。昼夜2公演） - ゲスト出演[29]

### イベント
- TVアニメ『シャインポスト』第1話ワールドプレミア!!!!!（2022年5月14日、山野ホール）[30]
- TINGS LIVE JOURNEY ep.01 〜Departure〜 Mini Live Event “Black or White? SPRING BOUT”＞（2022年5月14日、山野ホール）[30]

## 書籍

### 写真集
- くるみイロ（2021年3月16日、オデッセー出版、撮影：西村康）ISBN 978-4-908643-61-3[12]

## 参加ユニット
- とちおとめ25（2010年 - 2014年）
- BEYOOOOONDS（2018年 - ）
- 雨ノ森 川海（2018年 - ）
- ハロプロ・オールスターズ（2018年 - 2020年）

## ディスコグラフィ

### キャラクターソング
| 発売日         | 商品名                              | 歌      | 楽曲                   | 備考                                             |
| -------------- | ----------------------------------- | ------- | ---------------------- | ------------------------------------------------ |
| 2022年9月19日  | Misty=Missing You                   | HY:RAIN | 「Misty=Missing You」  | 『シャインポスト』関連曲                         |
| 2022年10月26日 | SHINEPOST Character Song Collection | HY:RAIN | 「GYB!!」              | テレビアニメ『シャインポスト』挿入歌             |
| 2023年3月29日  | Rain of BulletsXX                   | HY:RAIN | 「Rain of BulletsXX」  | 『シャインポスト』関連曲                         |
| 2025年4月4日   | Innocent Sky                        | HY:RAIN | 「Innocent Sky」       | ゲーム『シャインポスト Be Your アイドル!』関連曲 |
| 2025年5月2日   | Hello, My sunshine                  | HY:RAIN | 「Hello, My sunshine」 | ゲーム『シャインポスト Be Your アイドル!』関連曲 |
| 2025年5月23日  | Light                               | HY:RAIN | 「Light」              | ゲーム『シャインポスト Be Your アイドル!』関連曲 |